# Zabelê
Zabelê es un municipio brasileño situado en el estado de Paraíba. Tiene una población estimada, en 2024, de 2310 habitantes.
Su superficie total es de 106.81 km².

## Geografía
El municipio se encuentra en el área geográfica de clima semiárido brasileño, definida por el Ministerio de la Integración Nacional en 2005.  Esta delimitación tiene como criterios el índice pluviométrico, el índice de aridez y el riesgo de sequía.